# هم نوايا (مسلسل)
هم نوايا هو مُسلسل كويتي، من إخراج عيسى ذياب وتأليف نوف المضف.

## الممثلون
- سعاد عبد الله، بدور «شيخة».
- سليمان الياسين، بدور «خالد أبو عبد العزيز».
- انتصار الشراح، بدور «لولوة أم راكان».
- فهد العبد المحسن، بدور «عبد العزيز».
- فاطمة الصفي، بدور «لطيفة».[3]
- حسين المهدي، بدور «راكان».
- أمل العوضي، بدور «بسمة».
- عبد الله الطراروة، بدور «محمد».
- ريم ارحمة، بدور «مراحب».[4]
- ليلى عبد الله، بدور «مثلى».
- يوسف محمد، بدور «أبو غازي».
- أمل محمد، بدور «ابتسام».
- سليمان المرزوق.
- كرم فتحي، بدور «عبدو».
- شيماء قمبر، بدور «شريفة».
- عذاري الزامل.
- منى مكي.
- بشار عبد الله.
- محمد كرم.
- أم أسماء.
- عبدو محمود.
- ليلى أحمد، بدور «طفلة».
- الريم، بدور «طفلة».
- سلسبيل المنصوري، بدور «طفلة».
- سماح خالد.
- هبة العبسي.